# Final da Copa do Mundo de Clubes da FIFA de 2019
A Final da Copa do Mundo de Clubes da FIFA de 2019 foi a 16ª final desta competição, realizada anualmente pela FIFA entre os clubes vencedores de cada uma das seis confederações continentais. Foi disputada pela primeira vez no Catar de 11 e 21 de dezembro, mas pela segunda vez entre Liverpool e Flamengo 
Com a vitória por 3–1 sobre o Al-Hilal na semifinal, o Flamengo tornou-se o 11º sul-americano a disputar a final em 15 edições disputadas com este formato.
A final foi disputada entre o brasileiro Flamengo e o inglês Liverpool, com o Liverpool consagrando-se vencedor pelo placar de 1 a 0 e conquistando seu primeiro título na competição. 

## Estádio
Inicialmente, o local da final seria o Estádio da Cidade da Educação, com capacidade para mais de 45 mil torcedores. Porém, com o adiamento da inauguração do estádio para o início de 2020 devido ao atraso no processo de certificação do estádio, a FIFA anunciou, no dia 7 de dezembro de 2019, o Estádio Internacional Khalifa, inaugurado em 1976, remodelado em 2005 e com capacidade para 50 mil pessoas, como o local do jogo.

## Bastidores
A Copa do Mundo de Clubes da FIFA, realizada anualmente em dezembro, é disputada entre os vencedores de competições de clubes continentais e o vencedor da liga do país anfitrião.
O Liverpool se classificou para o Mundial de Clubes ao conquistar a Liga dos Campeões da UEFA de 2018–19, entrando diretamente nas semifinais, nas quais, em 18 de dezembro, derrotou o mexicano Monterrey pelo placar de 2 a 1, com um gol de Keïta e outro de Firmino para o Liverpool e apenas um de Funes Mori para o Monterrey.
O Flamengo se classificou para o Mundial de Clubes ao conquistar a Copa Libertadores da América de 2019, também entrando diretamente nas semifinais, nas quais, em 17 de dezembro, derrotou o saudita Al-Hilal pelo placar de 3 a 1, com gols de De Arrascaeta, Bruno Henrique e gol contra de Al-Bulaihi pelo Flamengo e apenas um de Al-Dawsari pelo Al-Hilal.

## Caminhos até a final
| Liverpool                                       | Liverpool                                       | Equipe                                  | Flamengo                                        | Flamengo                                        |
| ----------------------------------------------- | ----------------------------------------------- | --------------------------------------- | ----------------------------------------------- | ----------------------------------------------- |
| UEFA                                            | UEFA                                            | Confederação                            | CONMEBOL                                        | CONMEBOL                                        |
| Campeão da Liga dos Campeões da UEFA de 2018–19 | Campeão da Liga dos Campeões da UEFA de 2018–19 | Classificação                           | Campeão da Copa Libertadores da América de 2019 | Campeão da Copa Libertadores da América de 2019 |
| Adversário                                      | Resultado                                       | Copa do Mundo de Clubes da FIFA de 2019 | Adversário                                      | Resultado                                       |
| Monterrey                                       | 2–1                                             | Semifinais                              | Al-Hilal                                        | 3–1                                             |

## Partida
A partida entre Flamengo e Liverpool que decidiu a Copa do Mundo de Clubes de 2019 foi bastante disputada no Catar. No primeiro tempo regulamentar, a equipe inglesa chegou próxima de abrir o marcador. O atacante Firmino teve uma chance clara aos 40 segundos, superando a marcação de Rodrigo Caio. Com seis minutos, Keita chutou quase da marca do pênalti, e na sequência, Alexander-Arnold, na entrada da área, quase balançou as redes do Rubro Negro. Após isso, a equipe carioca melhorou. Everton Ribeiro e Arrascaeta passaram a ser as principais opções ofensivas no comando de ataque Rubro-Negro, levando a quatro jogadas de perigo. Bruno Henrique apostou corrida com Goméz e chegou a finalizar contra o gol do arqueiro Alisson.
O segundo tempo começou com um roteiro parecido. O atacante Roberto Firmino deu um chapéu no defensor Rodrigo Caio e bateu de primeira, carimbando a trave do arqueiro Diego Alves. Mohamed Salah apostava na velocidade, mas esbarrava na marcação de Pablo Marí. Novamente, o Flamengo equilibrou o jogo, levando perigo ao time inglês. Gabigol chutou com perigo, obrigando Alisson a fazer uma boa defesa. Bruno Henrique quase roubou a bola dos pés do arqueiro. Nos minutos finais, numa tentativa de frear o perigo Rubro-Negro, Henderson finalizou de fora da área. O arqueiro Diego Alves operou uma ótima defesa. No fim do jogo, Mané, na entrada da área, foi travado pelo lateral Rafinha. O árbitro assinalou penalidade máxima. O VAR sugeriu a revisão e o árbitro anulou o pênalti. 

No início da prorrogação, o Liverpool voltou a levar perigo e, num contra-ataque, Firmino recebeu a bola de Mané, cortou o defensor Rodrigo Caio e o arqueiro Diego Alves, chutou com força abrindo o placar. O Flamengo pouco ameaçou, seus principais criadores, Arrascaeta e Everton Ribeiro, saíram no fim do segundo tempo. Diego Ribas e Vitinho não conseguiam achar oportunidades para buscar empatar o marcador. Lincoln teve uma boa chance de empatar, mas isolou. O Liverpool se sagrou campeão, e o Flamengo ficou com a segunda colocação. 
| 21 de dezembro | Liverpool           | 1 – 0 (pro) | Flamengo | Estádio Internacional Khalifa, Doha                |
| 20:30 (UTC+3)  | Roberto Firmino 99' | Relatório   |          | Público: 45 416 Árbitro: QAT Abdulrahman Al-Jassim |

| Liverpool | Flamengo |

| G              | 1  | Alisson                 |       |        |
| LD             | 66 | Trent Alexander-Arnold  |       |        |
| Z              | 4  | Virgil van Dijk         |       |        |
| Z              | 12 | Joe Gomez               |       |        |
| LE             | 26 | Andrew Robertson        |       |        |
| M              | 8  | Naby Keïta              |       | 100'   |
| M              | 14 | Jordan Henderson        |       |        |
| M              | 15 | Alex Oxlade-Chamberlain |       | 75'    |
| A              | 11 | Mohamed Salah           | 81'   | 120+1' |
| A              | 9  | Roberto Firmino         | 100'  | 106'   |
| A              | 10 | Sadio Mané              | 45+1' |        |
| Substituições: |    |                         |       |        |
| G              | 13 | Adrián                  |       |        |
| G              | 22 | Andy Lonergan           |       |        |
| Z              | 51 | Ki-Jana Hoever          |       |        |
| Z              | 72 | Sepp van den Berg       |       |        |
| Z              | 76 | Neco Williams           |       |        |
| V              | 7  | James Milner            | 105'  | 100'   |
| M              | 5  | Georginio Wijnaldum     |       |        |
| M              | 20 | Adam Lallana            |       | 75'    |
| M              | 48 | Curtis Jones            |       |        |
| M              | 67 | Harvey Elliott          |       |        |
| A              | 23 | Xherdan Shaqiri         |       | 120+1' |
| A              | 27 | Divock Origi            |       | 106'   |
| Treinador:     |    |                         |       |        |
| Jürgen Klopp   |    |                         |       |        |

| G              | 1  | Diego Alves     |      |        |
| LD             | 13 | Rafinha         |      |        |
| Z              | 3  | Rodrigo Caio    |      |        |
| Z              | 4  | Pablo Marí      |      |        |
| LE             | 16 | Filipe Luís     |      |        |
| V              | 5  | Willian Arão    |      | 120'   |
| V              | 8  | Gerson          |      | 102'   |
| M              | 14 | De Arrascaeta   |      | 77'    |
| M              | 7  | Éverton Ribeiro |      | 82'    |
| A              | 27 | Bruno Henrique  |      |        |
| A              | 9  | Gabriel Barbosa |      |        |
| Substituições: |    |                 |      |        |
| G              | 22 | Gabriel Batista |      |        |
| G              | 37 | César           |      |        |
| LD             | 2  | Rodinei         |      |        |
| LE             | 6  | Renê            |      |        |
| Z              | 26 | Matheus Thuler  |      |        |
| Z              | 44 | Rhodolfo        |      |        |
| V              | 25 | Piris Da Motta  |      |        |
| M              | 10 | Diego           | 112' | 82'    |
| M              | 19 | Reinier         |      |        |
| M              | 28 | Orlando Berrío  |      | 120+1' |
| A              | 11 | Vitinho         | 90'  | 77'    |
| A              | 29 | Lincoln         |      | 102'   |
| Treinador:     |    |                 |      |        |
| Jorge Jesus    |    |                 |      |        |

| Bandeirinhas: Taleb Al-Marri (Qatar) Saoud Al-Maqaleh (Qatar) Quarto árbitro: Mustapha Ghorbal (Argélia) Árbitro assistente de vídeo: Juan Martínez Munuera (Espanha) Árbitro Assistente de Vídeo para o impedimento: Kyle Atkins (Estados Unidos) Assistente de Vídeo do Árbitro Assistente: Esteban Ostojich (Uruguai) Suporte ao árbitro assistente de vídeo: Bakary Gassama (Gâmbia) Árbitro Assistente de Reserva: Mokrane Gourari (Argélia) | Regras - 90 minutos. - 30 minutos de prorrogação se necessário. - disputa por pênaltis se o placar permanecer empatado. - Doze substitutos nomeados por equipe. - Máximo de três substituições, com um quarto sendo permitido no tempo extra. |

### Estatísticas
| Estatísticas      | Liverpool | Flamengo |
| ----------------- | --------- | -------- |
| Gols marcados     | 1         | 0        |
| Chutes            | 18        | 14       |
| Chutes no gol     | 6         | 2        |
| Defesas           | 2         | 5        |
| Posse de bola     | 48%       | 52%      |
| Escanteios        | 5         | 7        |
| Faltas cometidas  | 22        | 16       |
| Impedimentos      | 3         | 6        |
| Cartões amarelos  | 4         | 2        |
| Cartões vermelhos | 0         | 0        |